# داینا گودزینویچیوته
داینا گودزینویچیوته (لیتوانیایی: Daina Gudzinevičiūtė؛ زادهٔ ۲۳ دسامبر ۱۹۶۵) تیرانداز اهل شوروی - لیتوانی بود.
وی در مسابقات کشوری و بین‌المللی در مجموع برندهٔ ۳ مدال طلا، ۴ مدال نقره، ۱ مدال برنز شده‌است.